# Eupolybothrus valkanovi
Eupolybothrus valkanovi är en mångfotingart som först beskrevs av Łukasz Kaczmarek 1973.  Eupolybothrus valkanovi ingår i släktet Eupolybothrus och familjen stenkrypare.
Artens utbredningsområde är Bulgarien. Inga underarter finns listade i Catalogue of Life.